# Volvo BM T 700

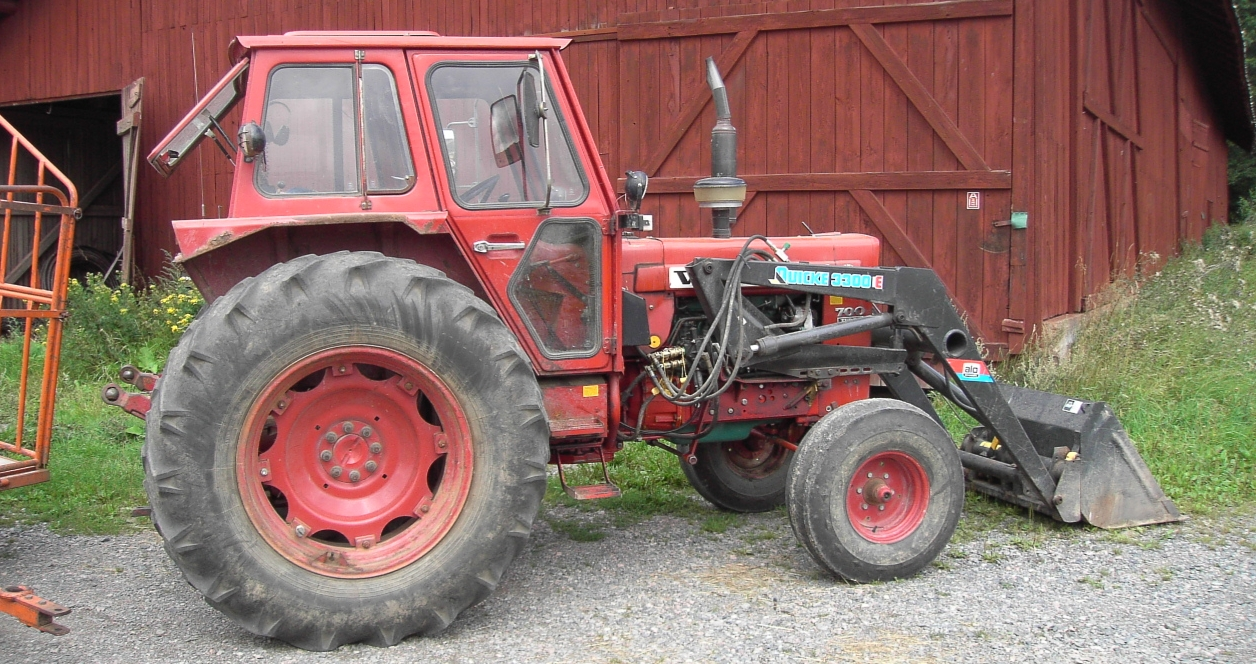
En BM T 700 med frontlastare.

Volvo BM T700 är en traktor som tillverkades av Volvo BM mellan 1976 och 1982 i ca 4 300 exemplar. Den har en fyrcylindrig turboladdad dieselmotor med maxeffekten 90 hästkrafter. Växellådan har 16 växlar framåt och fyra bakåt, och är försedd med hydraulisk snabbväxel. 

## Tekniska data
- Tillverkningsår: 1976-1982
- Motor: BM Volvo TD42, 4-cylindrig turbodiesel
- Motoreffekt: 90 hk, 2 300 r/min
- Vridmoment (max) vid 1600 r/min: 320 Nm
- Transmission/hastighet: 16 fram, 4 back.
- Maxfart 26,0 km/h
- Hydraulsystem: Terra-Trol MK II
- Bränsletank: 95 L
- Kylsystem: 16 L
- Vikt: 4 120 kg
- Längd: 4 000 mm